# Tashkeel Dubai
Tashkil Dubái (en árabe: تشكيل دبي‎) es una organización de arte y diseño fundada en 2008 en Dubái por la artista y jequesa Latifa bint Maktum, con el objetivo de promover las industrias creativas y culturales en Emiratos Árabes Unidos.
De membresía abierta, la organización funciona como estudio multidisciplinario de trabajo, galería de arte y foro de diálogo para la comunidad artística dubaití, impartiendo talleres, conferencias, programas de capacitación, residencias y publicación editorial.
El término تَشْكِيل taškīl en árabe se refiere a la vocalización o adición de signos diacríticos en la escritura árabe, que en un sentido amplio significa 'formar, dar forma' (de شكل).
La princesa Latifa (Sheikha Lateefa) forma parte de la familia real emiratí, dedicada a las artes visuales y la fotografía.